# Scoglio Filippo

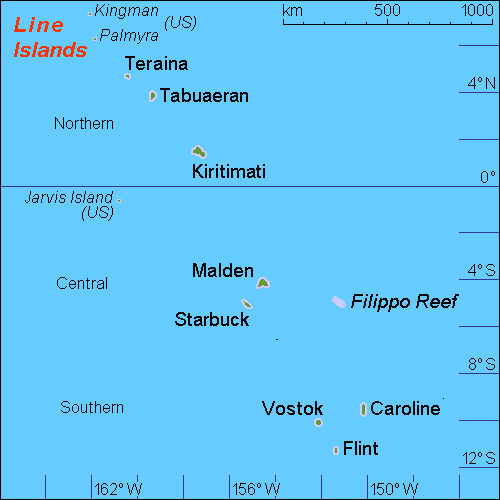
Lo scoglio Filippo e le altre Sporadi Equatoriali.

Lo scoglio Filippo è una scogliera che si credeva situata nell'oceano Pacifico a 5°30′S 151°50′W, 450 km a est dell'isola di Starbuck nelle Sporadi Equatoriali. La sua esistenza venne segnalata per la prima volta dal capitano del brigantino italiano Filippo, che lo avvistò il 28 giugno 1886. Secondo una testimonianza non meglio precisata risalente al 1926, grazie ai frangenti che si creavano su di esso, si stimò che si trovasse ad appena 60-90 centimetri di profondità e che si estendesse per circa 1600 metri in direzione nord-ovest/sud-est e fosse meno esteso nel senso della larghezza.
L'unico avvistamento cui si fa riferimento riporta la data del 1926. I dati topografici forniti dalla General Bathymetric Chart of the Oceans (GEBCO), tuttavia, indicano nel punto in cui si troverebbe lo scoglio una profondità di 5300 metri. È quindi probabile che la segnalazione del 1926 sia frutto di un errore, che lo scoglio Filippo sia un'isola fantasma e che quindi qualsiasi mappa che lo indichi segnali in realtà una struttura inesistente.
Ciononostante, lo scoglio continua a comparire nell'edizione del 2015 del National Geographic Atlas of the World.